# Irene Alba Abad

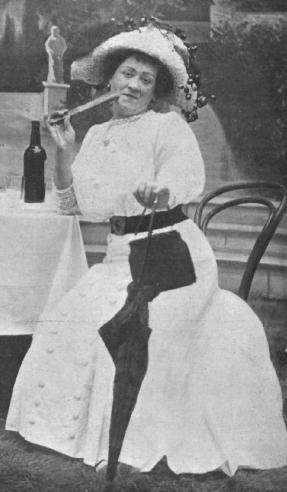
Irene Alba en 1910

Irene Alba i Abad (Madrid, 29 de setembre de 1867 - Barcelona, 14 d'octubre de 1930) va ser una actriu espanyola.
Filla de l'actor Pascual Alba i d'Irene Abad i germana de l'actriu Leocadia i de José Alba, va  debutar als escenaris a l'edat d'onze anys. Els seus començaments es troben en l'anomenat gènere chico, treballant amb assiduïtat al Teatro Apolo de Madrid. Destaquen El año pasado por agua (1889), El arca de Noé (1890), El chaleco blanco (1890) i, sobretot, el seu paper de Casta en l'estrena de la cèlebre sarsuela La verbena de la Paloma (1894); en aquesta representació va coincidir amb el seu pare, amb la seva germana i amb qui dos anys més tard es convertiria en el seu marit, Manuel Caba Martínez.
Després d'una etapa a Buenos Aires al costat del seu espòs, en la qual interpreta, entre d'altres, La casa del placer, El chiripá rojo i Gabino el mayoral, va tornar a Espanya el 1902.
En anys successius aniria abandonant el género chico i estrenaria obres com La zahorí, Genio y figura (1910), El orgullo de Albacete, La casa de la Troya, Las de Caín, Mi papá, La primera conquista, El centenario, La venganza de don Mendo, El reino de Dios, Los chatos o Los caciques.
El 1921 va formar companyia amb l'actor Juan Bonafé, fins al 1929. Posteriorment, es va ajuntar professionalment amb Joaquín García León. Es trobava treballant a Barcelona quan es va agreujar el seu estat de salut i va morir al cap de pocs dies. La van enterrar al Cementiri de Montjuïc.
És mare dels actors Irene (1899-1957), Manuel (1900-1925), Julia (1902-1988) i Josefa Caba Alba (1905-1930) i àvia dels actors Irene, Julia i Emilio Gutiérrez Caba.